# 大林蒲鳳林宮
大林蒲鳳林宮，是臺灣高雄市小港區大林蒲的廟宇，主奉三府王爺和白府元帥，亦稱「三王爺廟」。

## 廟史
鳳林宮的廟史可追溯自清康熙三十六年（1697年），主要奉祀唐朝三百六十進士之溫府、朱府和池府千歲作為主神。1974年時，政府開發臨海工業區，鳳林宮舊址的部分土地被徵收，且信徒鑒於廟宇建築陳舊不堪，遂發起募捐重建，信在廟貌於1978年建成至今，2016年又重新整修完工。

## 祀神
大林蒲鳳林宮主祀 溫府千歲、池府千歲、朱府千歲。
陪祀神有白府元帥、註生娘娘、福德正神、觀音菩薩、天上聖母、清水祖師、菩提祖師、司命帝君、臨水夫人、虎爺、青獅大將軍。

## 外部連結
- 大林蒲鳳林宮的Facebook專頁